# Legitymacja partyjna (film)
Legitymacja partyjna (ros. Партийный билет, Partijnyj bilet) – radziecki dramat kryminalny z 1936 roku w reżyserii Iwana Pyriewa.

## Fabuła
Jest 1932 rok. W jednym z moskiewskich zakładów pojawia się Paweł Kurganow. Jest pracowity i inteligentny, wkrótce staje się aktywistą produkcji i zdobywa miłość Anny Kulikowej, najlepszej pracownicy zakładu. Dziewczyna jednak nie podejrzewa, że Kurganow wykonuje tajne zadanie dla centrali szpiegowskiej.

## Obsada
- Ada Wójcik jako Anna Kulikowa
- Andriej Abrikosow jako Paweł Kurganow
- Igor Malejew jako Jasza
- Anatolij Goriunow jako Fiodor